# Junkers K 53
Lo Junkers K 53 era un aereo da ricognizione monomotore biposto ad ala bassa sviluppato dall'azienda aeronautica tedesca Junkers Flugzeugwerke AG negli anni venti e prodotto nella filiale svedese AB Flygindustri.
Era la variante militare del modello civile A 35.

## Versioni
K 53L

K 53W
versione idrovolante.

## Utilizzatori
(lista parziale)
 Austria
- Heimwehr Flieger Korps

 Cina
- Chung-Hua Min-Kuo K'ung-Chün

 Portogallo
- Serviço da Aeronáutica Naval